# Friedrichsbrück

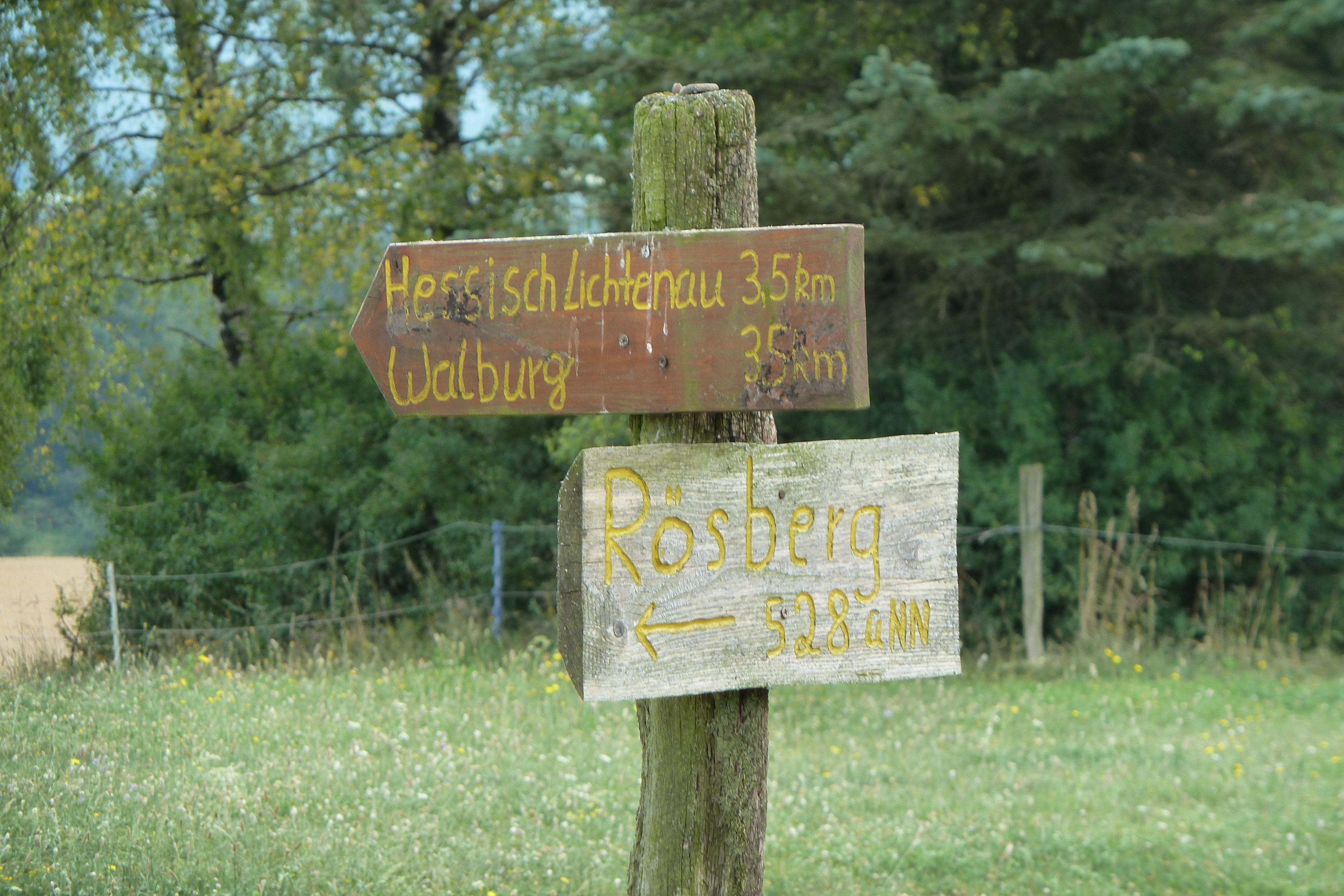
Wanderwegweiser bei Friedrichsbrück

Friedrichsbrück ist ein Stadtteil von Hessisch Lichtenau im nordhessischen Werra-Meißner-Kreis. Das Dorf liegt etwa drei Kilometer nordöstlich der Kernstadt von Hessisch Lichtenau. Im Ort treffen sich die Landesstraßen 3225 und 3400.

## Geschichte
Ein Postverwalter Finck aus Hessisch-Lichtenau in der Landgrafschaft Hessen-Kassel übergab im Februar 1777 in Kassel eine Petition mit der Bitte um staatliche Unterstützung bei der  Gründung einer „Colonie“ am Rande der Lichtenauer Stadtflur. Diese Initiative folgte den Wünschen des damaligen Landgrafen Friedrich II., der sich in der Zeit zwischen 1755 und 1777 mit der Ansiedlung von Hugenotten neue wirtschaftliche Impulse für sein Land erhoffte. Charakteristisch für diese Zeit war die Auswahl von Siedlungsstandorten, die der einheimischen Bevölkerung ungelegen kamen und daher als Wüstungen aus dem Dreißigjährigen Krieg oder durch ihre steinigen, sumpfigen oder ertragsarmen Böden und den meist unwirtlichen klimatischen Bedingungen unbebaut blieben.
Die Hugenottensiedlung Friedrichsbrück bestand aus zehn giebelständigen Wohnhäusern und bildet einen Straßenzug (Alte Leipziger Poststraße); eine eigene Schule und Kirche waren nicht vorgesehen. Die bewilligte Flur umfasste 242 Acker Nutzfläche – etwa 85 Hektar – und wurde auf die zehn Familien aufgeteilt; diese stammten aus Nassau-Weilburg und Oberhessen. Jedes der zehn mit staatlicher Hilfe erbauten Häuser war nach gleichen Prinzipien aufgebaut und sie dienten, so belegen die Bauakten, als Experimentalhäuser für die Erprobung neuer Bauverfahren. Haus 8 wurde später abgetragen und durch ein modernes Gebäude ersetzt. Die bauhistorischen Untersuchungen an dem als Denkmalensemble ausgewiesenen Ort erbrachten zahlreiche Hinweise auf die benutzten Bautechniken und mangelnden Kenntnisse der damals beauftragten Handwerker. Die Häuser unterschieden sich damals deutlich vom Aussehen der traditionellen Fachwerkhöfe in Nordhessen und schufen somit auch architektonisch eine gewisse Abgrenzung zur eingesessenen Landbevölkerung.
In einer Urkunde vom 16. Mai 1777 wurde das Dorf erstmals erwähnt. Es gehörte bis 1821 zum hessischen Amt Lichtenau und danach zum Landkreis Witzenhausen. Während der französischen Besetzung gehörte der Ort zum Kanton Lichtenau im Königreich Westphalen (1807–1813).
Die evangelische Kirche wurde im Jahre 1955 erbaut. 1966 kam ein Dorfgemeinschaftshaus hinzu.
Im Zuge der Gebietsreform in Hessen wurde am 1. Januar 1974 die bis dahin zum Landkreis Witzenhausen gehörende Gemeinde kraft Landesgesetz in die Stadt Hessisch Lichtenau im neuen Werra-Meißner-Kreis eingegliedert. Für die eingegliederten neun Stadtteile sowie die Kernstadt wurde jeweils ein Ortsbezirk mit Ortsbeirat und Ortsvorsteher eingerichtet.

## Bevölkerung
Einwohnerstruktur 2011
Nach den Erhebungen des Zensus 2011 lebten am Stichtag, dem 9. Mai 2011, in Friedrichsbrück 165 Einwohner. Darunter waren keine Ausländer.
Nach dem Lebensalter waren 21 Einwohner unter 18 Jahren, 54 zwischen 18 und 49, 42 zwischen 50 und 64 und 48 Einwohner waren älter.
Die Einwohner lebten in 75 Haushalten. Davon waren 21 Singlehaushalte, 27 Paare ohne Kinder und 24 Paare mit Kindern, sowie 3 Alleinerziehende und 3 Wohngemeinschaften. In 24 Haushalten lebten ausschließlich Senioren und in 42 Haushaltungen lebten keine Senioren.
Einwohnerentwicklung
- 1779: 10 Haushaltungen[1]

| Friedrichsbrück: Einwohnerzahlen von 1834 bis 2011 | Friedrichsbrück: Einwohnerzahlen von 1834 bis 2011 | Friedrichsbrück: Einwohnerzahlen von 1834 bis 2011 | Friedrichsbrück: Einwohnerzahlen von 1834 bis 2011 | Friedrichsbrück: Einwohnerzahlen von 1834 bis 2011 |
| --- | -------------------------------------------------- | -------------------------------------------------- | -------------------------------------------------- | -------------------------------------------------- |
| Jahr |                                                    |                                                    |                                                    | Einwohner                                          |
| 1834 | 1834                                               |                                                    | 96                                                 | 96                                                 |
| 1840 | 1840                                               |                                                    | 114                                                | 114                                                |
| 1846 | 1846                                               |                                                    | 143                                                | 143                                                |
| 1852 | 1852                                               |                                                    | 154                                                | 154                                                |
| 1858 | 1858                                               |                                                    | 141                                                | 141                                                |
| 1864 | 1864                                               |                                                    | 139                                                | 139                                                |
| 1871 | 1871                                               |                                                    | 131                                                | 131                                                |
| 1875 | 1875                                               |                                                    | 122                                                | 122                                                |
| 1885 | 1885                                               |                                                    | 127                                                | 127                                                |
| 1895 | 1895                                               |                                                    | 157                                                | 157                                                |
| 1905 | 1905                                               |                                                    | 163                                                | 163                                                |
| 1910 | 1910                                               |                                                    | 166                                                | 166                                                |
| 1925 | 1925                                               |                                                    | 179                                                | 179                                                |
| 1939 | 1939                                               |                                                    | 207                                                | 207                                                |
| 1946 | 1946                                               |                                                    | 245                                                | 245                                                |
| 1950 | 1950                                               |                                                    | 346                                                | 346                                                |
| 1956 | 1956                                               |                                                    | 270                                                | 270                                                |
| 1961 | 1961                                               |                                                    | 235                                                | 235                                                |
| 1967 | 1967                                               |                                                    | 239                                                | 239                                                |
| 1970 | 1970                                               |                                                    | 259                                                | 259                                                |
| 1980 | 1980                                               |                                                    | ?                                                  | ?                                                  |
| 1990 | 1990                                               |                                                    | ?                                                  | ?                                                  |
| 2000 | 2000                                               |                                                    | ?                                                  | ?                                                  |
| 2011 | 2011                                               |                                                    | 165                                                | 165                                                |
| Datenquelle: Historisches Gemeindeverzeichnis für Hessen: Die Bevölkerung der Gemeinden 1834 bis 1967. Wiesbaden: Hessisches Statistisches Landesamt, 1968. Weitere Quellen: ; 2011: |                                                    |                                                    |                                                    |                                                    |

 Historische Religionszugehörigkeit
| • 1830: | 594 evangelische (= 99,83 %), ein katholischer (= 0,17 %) Einwohner |
| • 1961: | 207 evangelische (= 88,09 %), 28 katholische (= 11,91 %) Einwohner  |

## Politik
Für Friedrichsbrück besteht ein Ortsbezirk (Gebiete der ehemaligen Gemeinde Friedrichsbrück) mit Ortsbeirat und Ortsvorsteher nach der Hessischen Gemeindeordnung.
Der Ortsbeirat besteht aus fünf Mitgliedern. Bei den Kommunalwahlen in Hessen 2021 betrug die Wahlbeteiligung zum Ortsbeirat 62,59 %. Alle Kandidaten gehörten der „Gemeinschaftsliste Friedrichsbrück“ an. Der Ortsbeirat wählte Ellen Ludwig zur Ortsvorsteherin.